# Okulovo
Okulovo (in lingua russa Окулово) è una città situata in Russia, nell'Oblast' di Arcangelo, più precisamente nel Primorskij rajon.